# Делян (Софийска област)
 За другото българско село вижте Делян (Област Кюстендил).  
Делян е село в Западна България, на 11 km от град Брезник. То се намира в Община Божурище, Софийска област. Старите исторически имена на селото са Маклен и Кърнул. Към 2011 г. Делян има 23 постоянни жители.

## География
Делян се намира в община Божурище, на 33 km западно от столицата София, на източните склонове на Вискяр планина със средна надморска височина от 790 m. Къщите му са сгушени в красива долина между три малки върха на Вискяр. Най-близкият град е Брезник, на 11 km шосейно разстояние западно от Делян (7 km по права линия), до който води хубав асфалтиран път. Пътят пресича главното било на Вискяр, откривайки живописни гледки на склонове, залесени с борови и брезови гори. Селото носи името на водача на българското въстание срещу Византийската империя (1040 – 1041) и за кратко време цар на България, Петър II Делян.
Административно, селото е свързано с близкото село Златуша, до което има асфалтов път, част от междуградския път Божурище-Брезник (№ 638), построен в началото на 1980-те години. Делян е в близост до жп линията Перник-Волуяк (спирка „Бригадирска слава“ на 1600 м шосейно разстояние от Делян), на границата между Софийска област и Пернишка област, и в близост до Доганджия, отдалечен квартал (махала) на с. Гоз в община Брезник.
Делян се състои от 3 квартала (махали): Мацина и Ребръчка махала на север от центъра на селото, и Ванчина махала на юг от центъра. В миналото са съществували още Станимирова, Анева и Сетина махали. Параклисът „Св. Богородица“, финансиран и изграден от местни хора на хълм близо до Делян, е открит през пролетта на 2008 година. На югозапад от Делян, в местността „Ормана“, има борова гора, засадена през 1970 г. По време на благоприятен сезон, там могат да се намерят ядливи гъби като рижика (Lactarius deliciosus) и обикновена масловка (Suillus luteus).
Делян е родното място на писателя Спас Антонов.

## История
Селото съществува на днешното си място от незапомнени времена. За това свидетелстват намерените при полагане основите на новостроящи се къщи стари монети и останки от глинени съдове. В ранното Средновековие, до падането на България под османска власт, селото се е казвало Маклен (от имената на растенията мак и лен). Жителите му винаги са били с будно съзнание, настроени патриотично и революционно. Още през лятото на 1040 година, когато Маклен е наброявало над 200 къщи и когато внукът на Самуил Петър Делян, провъзгласен за цар в Белград, тръгнал с въстаническите си войски срещу византийците през Ниш, Пирот и София за Скопие и Солун, много от жителите на селото се присъединили към тези въстанически войски. Мнозина от тях загинали в боевете край Скопие и Солун. След предателството и ослепяването на Петър Делян от братовчеда му Алусиан, въстаническите войски били разбити. Виждайки напора на византийските пълчища, голяма част от останалите мъже в селото се притекла на помощ на болярина Ботко, който защитавал Средец от крепостта над с. Бояна. С падането на Боянската крепост в края на 1041 година завършило и потушаването на въстанието. Скоро след това, в чест на Петър Делян, в красива местност близо до рекичката бил построен манастир и наречен на негово име. До Освобождението тази местност е наричана Петрово манастирище, а по-късно, поради погребалните обреди, извършвани в гробището от попове – Поповица.
Все така войнствено Маклен преживява въстанието на болярина Георги Войтех през 1072 година и освободителното въстание от византийско иго на братята Петър и Асен през 1185 година, когато настъпва Второто българско царство.
В началото на османската власт (около 1397 г.) пак поради непокорство и бунт, жителите на Маклен били избити до последния човек, манастирът – разрушен до основи, а селото – опожарено и опустошено. Името Маклен е заменено с Кърнул (вероятно от кърн = крън „с отчупен рог или връх; счупен, нащърбен“). Според турски описи, през 1446 година село Кърнул, което е било тимар (владение) на Мехмед, син на Кьосе Хаджъ, е имало 6 домакинства и е давало годишен приход на тимариота 410 акчета.  Оттук вадим заключението, че тези 6 домакинства са представлявали успелите да избягат в Брезнишките села Ребро, Ноевци, Гоз и Бабица млади мъже, откъдето по-късно (около 1415 г.) се завърнали и селото започнало втория си живот.
Името на махала Доганджия („соколар“) идва от турски чифлик за отглеждане на ловни соколи, който се намирал на мястото на махалата. В исторически план, Доганджия също се счита за отдалечена (2 км) махала на Делян, тъй като жителите на Доганджия са свързани с Делян чрез роднински и делови отношения. След нещастен случай, при който турско дете се удавило, поради страх от репресии, част от ратаите в чифлика се заселили в Делян. Последният турски феодал, който притежавал земя в Кърнул, е Кърнул бей. В средата на ХIХ век той продал земята си на четиримата си ратаи, опожарил Петровия манастир и напуснал селото.
По време на битката за Сливница и по-точно, в битката за Гургулят на 7 ноември 1885, сръбската Моравска дивизия се е разгърнала в полукръг от Радуловци до Делян (Кърнул), като селото е завзето предимно от десния (кавалерийски) фланг. Най-ожесточеното сражение в Сръбско-българската война, завършило с пълна победа за българите, започва в същия ден, около 13:00 часà, в местността Усое, между Делян и Гургулят. 
С министерска заповед № 2820 от 14 август 1934 година с. Кърнул се преименува на с. Делян. Тогава то е наброявало около 50 къщи. В антифашистката борба се включва с четирима ятаци и двама, загинали във Втората световна война.
През 1941 година немски и италиански инженери проектират линията София-Волуяк-Перник, извършва се отчуждаване на имотите, трасира се откъде да мине и се започва строителството, което при социализма продължава на бригадирски начала. В района на Делян са работили около 10 000 бригадири. През 1947 г., по време на един пролетен порой, местната река приижда и удавя 14 бригадири в района на Делян. В реката под моста на линията се къпали 11 бригадирки, които били предупредени от един възрастен жител на Делян, че реката в този район е опасна. След прииждането на реката, 3-ма бригадири се хвърлят да спасяват момичетата, но всички загиват. На една скала до линията, в местността „Свети Спас“ е вдигнат паметник на загиналите бригадири. Георги Димитров, като министър-председател, е идвал на посещение при бригадирите в Делян и съседните села и е поднесъл венец на паметника.
На 28 август 1958 г. е основано ТКЗС. С Указ на Държавния съвет от 5 януари 1979 г. се определя с. Божурище за седалище на община, в състава на която влиза и с. Делян, а със заповед № 240 от 30 юли 1983 г. на СНС-София, е одобрен регулационно-застроителният план на селото.
С доброволен труд е залесен голият баир над селото и прекарана водоснабдителна мрежа. Със средства и труд на жители на селото се построява и жп спирката на Делян, която е наречена „Бригадирска слава“ в чест на построилите линията бригадири. Спирката не е наречена „Делян“, тъй като част от преминаващите влакове се движат по трасето София-Кулата, на което вече съществува едноименна спирка, обслужваща Делян (Област Кюстендил). През 1983 година е построен третокласния асфалтов път № 638 София-Брезник, който минава покрай селото, а през 1987 е открита автобусна линия. Участъкът Брезник-Златуша на път 638 е обновен през 2008 г. Обособява се вилна зона и се построяват над 40 нови масивни къщи. Малка част от хората, мигрирали преди време в София и Перник, живеят в Делян през по-голямата част от годината, а други ползват къщите като вили, където почиват през празничните дни.

## Религия
Жителите на Делян изповядват православно християнство. Православието е традиционна религия за всички жители и в миналото и днес.
Селото чества своя събор на 15 август в деня на „Успение на Пресветата Богородица“.